# 닌자 론
닌자 론(NINJA Loan, No Income No Job or Asset) 혹은 니나 론(Nina Loan, No Income No Asset)은 미국의 대출 업계에서 사용하는 용어이다.